# Jonathan Barragán Nevado
Jonathan Barragán Nevado   (Getafe, 19 de juliol de 1985) és un ex-pilot de motocròs espanyol que destacà en competició internacional durant les dècades del 2000 i 2010, etapa durant la qual va aconseguir 7 victòries en Grans Premis i 9 Campionats d'Espanya. Ja retirat del motocròs, Barragán es va dedicar a l'enduro i en va guanyar el campionat d'Espanya en categoria E3 els anys 2015 i 2018, a banda de participar al mundial com a pilot oficial de Gas Gas.
Jonathan és fill de Jesús Barragán Martín, campió d'Espanya de motocròs en categoria Sènior el 1984, i nebot de Juan José Barragán, antic pilot oficial de Montesa que fou diverses vegades campió d'Espanya de motocròs durant la dècada del 1970. El seu germà gran, Jesús, també pilot de motocròs, es va morir el 2017 a causa d'un accident mentre entrenava en un circuit a San Martín de la Vega.

## Trajectòria esportiva
Jonathan Barragán va començar a competir en motocròs de ben jove. Entre el 1997 i el 2001 va guanyar cinc campionats d'Espanya en categories d'iniciació. Aviat va passar a competir en l'esfera internacional i el 2003 va quedar el vint-i-vuitè al mundial de motocròs de MX2 (llavors encara 125cc) pilotant una KTM. El 2004 fou vint-i-dosè al mateix campionat i el 2005 va pujar a la categoria superior, MX1.
El seu millor resultat al mundial va ser a la temporada del 2008, en què, com a membre de l'equip de fàbrica de KTM dirigit per Stefan Everts, va guanyar quatre Grans Premis i acabà en la quarta posició final del campionat de MX1. La temporada del 2009 va guanyar dos Grans Premis i va baixar a la novena posició final del mateix campionat.
De cara al 2010 va deixar KTM per a entrar a l'equip de fàbrica de Kawasaki, amb el qual va competir un parell de temporades. La seva darrera temporada al mundial de motocròs fou la del 2013, el mateix any en què va començar a competir seriosament al campionat estatal d'enduro.

## Palmarès en motocròs
Font:
| Any          | Motocicleta  | C. del Món | C. Espanya | C. Espanya |
| Any          | Motocicleta  | MX1        | MX1        | 125cc      |
| ------------ | ------------ | ---------- | ---------- | ---------- |
| 2002         | KTM          | -          | -          | 1r         |
| 2003         | KTM          | -          | -          | 1r         |
| 2004         | KTM          | -          | -          | 1r         |
| 2005         | KTM          | 7è         | 3r         | -          |
| 2006         | KTM          | 6è         | 3r         | -          |
| 2007         | KTM          | 10è        | 1r         | -          |
| 2008         | KTM          | 4t         | 1r         | -          |
| 2009         | KTM          | 9è         | 3r         | -          |
| 2010         | Kawasaki     | 18è        | 2n         | -          |
| 2011         | Kawasaki     | 8è         | 1r         | -          |
| 2012         | Honda        | 14è        | 1r         | -          |
| 2013         | KTM          | 18è        |            | -          |
| Total títols | Total títols | 0          | 4          | 3          |